# Zoran Kus
Zoran Kus, slovenski geograf, sociolog  in  politik, * 6. marec 1955, Radlje ob Dravi.
Diplomiral je iz geografije in sociologije na Filozofski fakulteti v Ljubljani, leta 1989 pa je magistriral na področju geografije in regionalnega razvoja na Univerzi v Zagrebu.
Po diplomi je bil najprej zaposlen kot učitelj geografije na II. gimnaziji v Mariboru.
V letih 1990 do 1995 je bil član Izvršnega Sveta Mesta Maribor in poslanec v Skupščini Mesta Maribor, kjer je vodil okoljske aktivnosti, projekte in investicije. Leta 1995 in 1996 je bil nacionalni ekspert za področje okolja na Svetovni banki, kjer je pripravljal okoljske in energetske analize in študije. Od leta 1996 do 1998 je vodil Službo za zadeve Evropske unije na Ministrstvu za okolje in prostor. Zadnjih deset let pa je bil okoljski ataše, odgovoren za področje okolja, podnebnih sprememb in trajnostnega razvoja v Svetu Evropske Unije, na Stalnem predstavništvu Slovenije pri EU v Bruslju. V času Slovenskega predsedstva Sveta EU pa je bil predsedujoči Delovne skupine za okolje.
Konec novembra 2008 je vlada RS Zorana Kusa imenovala za državnega sekretarja na Ministrstvu za okolje in prostor.
Je poročen in živi v Ljubljani.